# Graball (Tennessee)
Graball es un lugar designado por el censo del condado de Sumner, Tennessee, Estados Unidos. Según el censo de 2020, tiene una población de 228 habitantes.
En los Estados Unidos, un lugar designado por el censo (traducción literal de la frase en inglés census-designated place, CDP) es una concentración de población identificada por la Oficina del Censo exclusivamente para fines estadísticos. 

## Geografía
Está ubicado en las coordenadas 36°29′1″N 86°26′22″O / 36.48361, -86.43944. Según la Oficina del Censo, tiene una superficie de 5.20 km², correspondientes en su totalidad a tierra firme.

## Demografía
Según el censo de 2020, hay 228 personas residiendo en la zona. La densidad de población es de 44 hab./km². El 92.1% de los habitantes son blancos, el 0.9% son asiáticos, el 0.4% es de otra raza y el 6.6% son de una mezcla de razas. Del total de la población, el 4.39% son hispanos o latinos de cualquier raza.